# No quiero empates
No quiero empates es el primer álbum publicado por el músico sevillano de rock Poncho K.
Fue lanzado al mercado en 2001 editado por la multinacional discográfica BMG y contó entre otros con la colaboración de Albert Pla.

## Lista de canciones
1. Estoy, Me Voy
2. Duermes
3. Sol Que Se Ausenta En Estiércol
4. Avaricia De Vejez
5. Otra Vez Perdí
6. Otro Perro Como Tu
7. ¿Kolegas?
8. Amor Platónico
9. ¡Cuidado!
10. Me Das Pena
11. Bla, Bla, Bla
12. Revancha
13. Un Perro Como Tu (con Albert Pla)